# Малком (Ајова)
Малком (енгл. Malcom) град је у америчкој савезној држави Ајова. По попису становништва из 2010. у њему је живело 287 становника.

## Демографија
Према попису становништва из 2010. у граду је живело 287 становника, што је -65 (-18.5%) становника више него 2000. године.
| Група             | 2000.       | 2010.       |
| Белци             | 349 (99,1%) | 280 (97,6%) |
| Афроамериканци    | 0 (0,0%)    | 1 (0,3%)    |
| Азијати           | 0 (0,0%)    | 0 (0,0%)    |
| Хиспаноамериканци | 1 (0,3%)    | 3 (1,0%)    |
| Укупно            | 352         | 287         |